# Лепосава Ђорђевић
Лепосава Ђорђевић (Врање, 5. јул 1906 — ?) била је југословенска и српска глумица.

## Биографија и каријера
Рођена је 1906. године у Врању. Њен отац, Бранко Поповић, био је кројач, а мајка Јованка домаћица. Завршила је четири разреда гимназије и глумачку школу у Скопљу 1920. године.
Први пут је на сцену ступила марта 1921. године у Народном позоришту у Скопљу. Сезону 1921/1922. провела је глумећи у Српском народном позоришту у Новом Саду. Од 1922. до 1928. године била је чланица путујућих позоришта Душана Животића, Бранка Ђорђевића и Драгутина Левака. Радила је и у Градском позоришту у Нишу (1928—1929), Градском позоришту у Пожаревцу (1930—1934), Народном позоришту у Београду (1934—1935), Народном позоришту у Крагујевцу (1935—1936), Народном позоришту у Скопљу (1936—1941), нишком Народном позоришту (1941—1944), Народном позоришту у Шапцу (1944—1946) и од 1947. до пензионисања 1959. године у Народном позоришту у Београду.

## Улоге
- Госпођа Спасићка (Б. Нушић, Ујеж)
- Софка (Б. Станковић, Нечиста крв)
- Татјана Петровна Урантијева (Ж. Девал, Товаришч)
- Хелен (С. Рамајан, Жене сумрака)
- Стана (Б. Нушић, Свет)
- Јевда (С. Сремац, Зона Замфирова)
- Ленка (Е. Тот, Сеоска Лола)
- Госпођа Поповић (Б. Нушић, Београд некад и сад)